# Біскупиці (Піньчовський повіт)
Біскупиці (пол. Biskupice) — село в Польщі, у гміні Злота Піньчовського повіту Свентокшиського воєводства.
Населення — 138 осіб (2011).
У 1975-1998 роках село належало до Келецького воєводства.

## Демографія
Демографічна структура на день 31 березня 2011 року:
|          | Загалом | Допрацездатний вік | Працездатний вік | Постпрацездатний вік |
| -------- | ------- | ------------------ | ---------------- | -------------------- |
| Чоловіки | 61      | 9                  | 46               | 6                    |
| Жінки    | 77      | 8                  | 49               | 20                   |
| Разом    | 138     | 17                 | 95               | 26                   |